# Orosháza

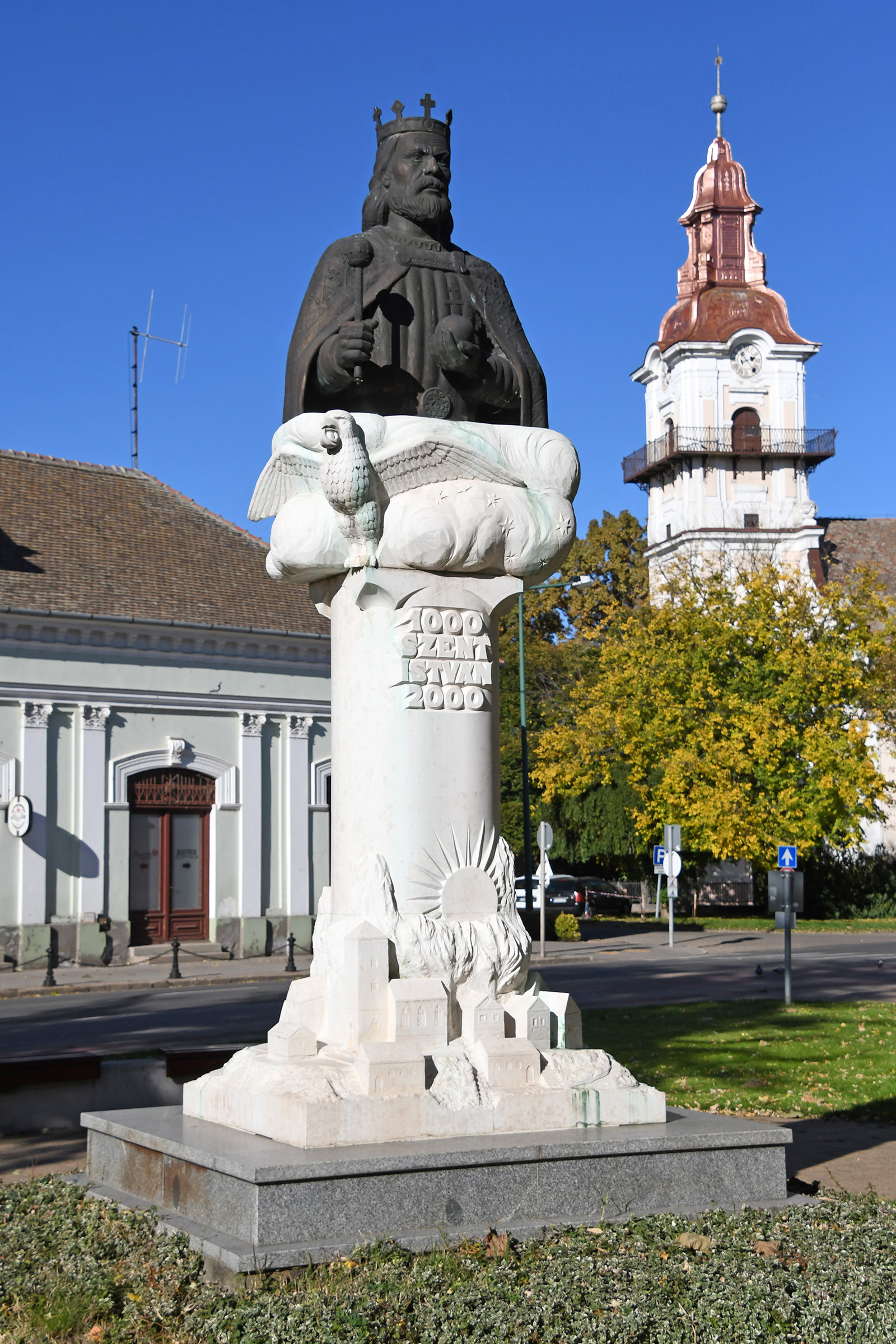
Szent István-statyn med kyrkan i bakgrunden.

Orosháza är en stad i sydöstra Ungern. Staden ligger i provinsen Békés och hade år 2020 totalt 26 874 invånare.